# Coupe de France masculine de basket-ball 2022-2023
Navigation
2021-2022 2023-2024
La Coupe de France de basket-ball 2022-2023 est la 46e édition de la Coupe de France, également dénommée Trophée Robert Busnel, en hommage à Robert Busnel, basketteur international français décédé en 1991. Elle oppose 64 équipes professionnelles et amatrices françaises sous forme d'un tournoi à élimination directe et se déroule de septembre 2022 à avril 2023.

## Calendrier
| Tour | Nom                                | Dates                          | Participants |
| ---- | ---------------------------------- | ------------------------------ | --- |
| 1    | 64e de finale                      | 20 et 21 septembre 2022        | 2 équipes de Betclic Élite promues en 2021-2022 18 équipes de Pro B 27 équipes de NM1 1 équipe de NM2 vainqueure du Trophée Coupe de France 2022 |
| 2    | 32e de finale                      | 4 au 19 octobre 2022           | 8 équipes de Betclic Élite classées de la 9e à la 16e place en 2021-2022 24 équipes issues du tour précédent                                     |
| 3    | 16e de finale                      | 15 novembre au 5 décembre 2022 | 16 équipes issues du tour précédent |
| 4    | 8e de finale                       | 7 au 28 février 2023           | 8 équipes de Betclic Élite ayant participé aux Playoffs en 2021-2022 8 équipes issues du tour précédent                                          |
| 5    | Top 8 Quarts de finale Arena Loire | le 18 mars 2023                | 8 équipes issues du tour précédent |
| 6    | Top 8 Demi-finales Arena Loire     | le 19 mars 2023                | 4 équipes issues du tour précédent |
| 7    | Finale Accor Arena                 | le 22 avril 2023               | 2 équipes issues du tour précédent |

## Résultats

### Soixante-quatrièmes de finale
| 20 septembre 2022 | Rapport | Andrézieux-Bouthéon (NM1) | 88–81 | Besançon (NM1) |  |  |

| 20 septembre 2022 | Rapport | Boulazac (Pro B) | 75–67 | Lorient (NM1) |  |  |

| 20 septembre 2022 | Rapport | Quimper (Pro B) | 83–64 | Les Sables d'Olonne (NM1) |  |  |

| 20 septembre 2022 | Rapport | Toulouse (NM1) | 98–91 | Angers (Pro B) |  |  |

| 20 septembre 2022 | Rapport | Nantes (Pro B) | 57–68 | La Rochelle (Pro B) |  |  |

| 20 septembre 2022 | Rapport | Tarbes-Lourdes (NM1) | 56–75 | Poitiers (NM1) |  |  |

| 20 septembre 2022 | Rapport | Tours (NM1) | 79–87 | Challans (NM1) |  |  |

| 20 septembre 2022 | Rapport | Boulogne-sur-Mer (NM1) | 77–70 | Caen (NM1) |  |  |

| 20 septembre 2022 | Rapport | Blois (Betclic Élite) | 76–68 | Évreux (Pro B) |  |  |

| 20 septembre 2022 | Rapport | Orléans (Pro B) | 90–77 | Rouen (NM1) |  |  |

| 20 septembre 2022 | Rapport | Cergy-Pontoise (NM1) | 58–85 | Châlons-Reims (Pro B) |  |  |

| 20 septembre 2022 | Rapport | Lille (Pro B) | 84–60 | Loon-Plage (NM1) |  |  |

| 20 septembre 2022 | Rapport | Denain (Pro B) | 66–46 | Kaysersberg (NM1) |  |  |

| 20 septembre 2022 | Rapport | Saint-Chamond (Pro B) | 83–64 | Aix-Maurienne (Pro B) |  |  |

| 20 septembre 2022 | Rapport | Saint-Vallier (Pro B) | 58–77 | Antibes (Pro B) |  |  |

| 21 septembre 2022 | Rapport | Le Havre (NM1) | 84–70 | Berck Rang-du-Fliers (NM1) |  |  |

| 21 septembre 2022 | Rapport | Hyères-Toulon (NM1) | 87–69 | LyonSo (NM1) |  |  |

| 21 septembre 2022 | Rapport | Pont-de-Chéruy (NM1) | 84–59 | Feurs (NM1) |  |  |

| 21 septembre 2022 | Rapport | Chalon-sur-Saône (Pro B) | 84–74 | Vichy-Clermont (Pro B) |  |  |

| 21 septembre 2022 | Rapport | Fougères (NM2) | 72–85 | Vitré (NM1) |  |  |

| 21 septembre 2022 | Rapport | Chartres (NM1) | 90–86 | Rennes (NM1) |  |  |

| 21 septembre 2022 | Rapport | Gries-Souffel (Pro B) | 105–97 | Mulhouse (NM1) |  |  |

| 21 septembre 2022 | Rapport | Orchies (NM1) | 63–72 | Rueil (NM1) |  |  |

| 21 septembre 2022 | Rapport | Saint-Quentin (Pro B) | 74–90 | Nancy (Betclic Élite) |  |  |

### Trente-deuxièmes de finale
| 4 octobre 2022 | Rapport | Bourg-en-Bresse (Betclic Élite) | 93–56 | Toulouse (NM1) |  |  |

| 18 octobre 2022 | Rapport | Hyères-Toulon (NM1) | 57–98 | Antibes (Pro B) |  |  |

| 18 octobre 2022 | Rapport | Fos-sur-Mer (Betclic Élite) | 73–69 | Chalon-sur-Saône (Pro B) |  |  |

| 18 octobre 2022 | Rapport | Pont-de-Chéruy (NM1) | 70–77 | Saint-Chamond (Pro B) |  |  |

| 18 octobre 2022 | Rapport | Andrézieux-Bouthéon (NM1) | 73–95 | Roanne (Betclic Élite) |  |  |

| 18 octobre 2022 | Rapport | Quimper (Pro B) | 81–87 | Boulazac (Pro B) |  |  |

| 18 octobre 2022 | Rapport | Vitré (NM1) | 55–74 | Le Mans (Betclic Élite) |  |  |

| 18 octobre 2022 | Rapport | La Rochelle (Pro B) | 81–82 | Le Havre (NM1) |  |  |

| 18 octobre 2022 | Rapport | Chartres (NM1) | 84–88 | Blois (Betclic Élite) |  |  |

| 18 octobre 2022 | Rapport | Orléans (Pro B) | 66–84 | Nanterre (Betclic Élite) |  |  |

| 18 octobre 2022 | Rapport | Challans (NM1) | 69–60 | Poitiers (NM1) |  |  |

| 18 octobre 2022 | Rapport | Lille (Pro B) | 78–83 | Nancy (Betclic Élite) |  |  |

| 18 octobre 2022 | Rapport | Rueil (NM1) | 85–66 | Denain (Pro B) |  |  |

| 19 octobre 2022 | Rapport | Châlons-Reims (Pro B) | 68–81 | Le Portel (Betclic Élite) |  |  |

| 19 octobre 2022 | Rapport | Gravelines-Dunkerque (Betclic Élite) | 90–73 | Gries-Souffel (Pro B) |  |  |

| 19 octobre 2022 |  | Paris (Betclic Élite) | 20–0 (forfait). | Boulogne-sur-Mer (NM1) |  |  |

### Seizièmes de finale
| 15 novembre 2022 | Rapport | Bourg-en-Bresse (Betclic Élite) | 95–75 | Blois (Betclic Élite) |  |  |

| 22 novembre 2022 | Rapport | Le Havre (NM1) | 93–97 | Boulazac (Pro B) |  |  |

| 23 novembre 2022 | Rapport | Rueil (NM1) | 60–94 | Le Mans (Betclic Élite) |  |  |

| 23 novembre 2022 |  | Saint-Chamond (Pro B) | 20–0 (forfait). | Challans (NM1) |  |  |

| 23 novembre 2022 | Rapport | Le Portel (Betclic Élite) | 90–81 | Fos-sur-Mer (Betclic Élite) |  |  |

| 23 novembre 2022 | Rapport | Nancy (Betclic Élite) | 69–63 | Nanterre (Betclic Élite) |  |  |

| 23 novembre 2022 | Rapport | Gravelines-Dunkerque (Betclic Élite) | 76–86 | Roanne (Betclic Élite) |  |  |

| 5 décembre 2022 | Rapport | Antibes (Pro B) | 95–84 | Paris (Betclic Élite) |  |  |

### Huitièmes de finale
| 7 février 2023 | Rapport | Nancy (Betclic Élite) | 78–86 | Le Mans (Betclic Élite) |  |  |

| 14 février 2023 | Rapport | Antibes (Pro B) | 85–89 | Dijon (Betclic Élite) | ap |  |

| 15 février 2023 | Rapport | Monaco (Betclic Élite) | 107–76 | Boulogne-Levallois (Betclic Élite) |  |  |

| 15 février 2023 | Rapport | Pau-Lacq-Orthez (Betclic Élite) | 92–83 | Le Portel (Betclic Élite) |  |  |

| 15 février 2023 | Rapport | Strasbourg (Betclic Élite) | 101–83 | Boulazac (Pro B) |  |  |

| 15 février 2023 | Rapport | Limoges (Betclic Élite) | 79–94 | Bourg-en-Bresse (Betclic Élite) |  |  |

| 15 février 2023 | Rapport | Lyon-Villeurbanne (Betclic Élite) | 89–88 | Roanne (Betclic Élite) |  |  |

| 28 février 2023 | Rapport | Saint-Chamond (Pro B) | 76–93 | Cholet (Betclic Élite) |  |  |

### Quarts de finale
| 18 mars 2023 13h00 | Rapport | Bourg-en-Bresse (Betclic Élite)                    | 71–88 | Strasbourg (Betclic Élite) |  | Arena Loire, Trélazé |
| 18 mars 2023 13h00 | Rapport | Score par quart-temps : 21-23, 18-24, 20-24, 12-17 |       |                            |  | Arena Loire, Trélazé |

| 18 mars 2023 15h30 | Rapport | Le Mans (Betclic Élite)                           | 89–77 | Dijon (Betclic Élite) |  | Arena Loire, Trélazé |
| 18 mars 2023 15h30 | Rapport | Score par quart-temps : 28-17, 25-7, 21-20, 15-33 |       |                       |  | Arena Loire, Trélazé |

| 18 mars 2023 18h00 | Rapport | Pau-Lacq-Orthez (Betclic Élite)                    | 78–98 | Monaco (Betclic Élite) |  | Arena Loire, Trélazé |
| 18 mars 2023 18h00 | Rapport | Score par quart-temps : 17-23, 20-24, 16-30, 25-21 |       |                        |  | Arena Loire, Trélazé |

| 18 mars 2023 20h30 | Rapport | Lyon-Villeurbanne (Betclic Élite)                  | 85–79 | Cholet (Betclic Élite) |  | Arena Loire, Trélazé |
| 18 mars 2023 20h30 | Rapport | Score par quart-temps : 21-16, 18-15, 21-22, 25-26 |       |                        |  | Arena Loire, Trélazé |

### Demi-finales
| 19 mars 2023 14h30 | Rapport | Monaco (Betclic Élite)                             | 87–78 | Le Mans (Betclic Élite) |  | Arena Loire, Trélazé |
| 19 mars 2023 14h30 | Rapport | Score par quart-temps : 26-15, 20-30, 20-22, 12-20 |       |                         |  | Arena Loire, Trélazé |

| 19 mars 2023 17h00 | Rapport | Lyon-Villeurbanne (Betclic Élite)                  | 85–69 | Strasbourg (Betclic Élite) |  | Arena Loire, Trélazé |
| 19 mars 2023 17h00 | Rapport | Score par quart-temps : 30-17, 14-28, 21-13, 20-11 |       |                            |  | Arena Loire, Trélazé |

### Finale
| 22 avril 2023 16h45 | Rapport | Monaco (Betclic Élite)                                                             | 90–70                               | Lyon-Villeurbanne (Betclic Élite)                                             |  | Accor Arena, Paris Affluence : 15 000 Arbitres : Thomas Bissuel Alexandre Maret Hugues Thépénier | La chaîne L'Équipe |
| 22 avril 2023 16h45 | Rapport | Score par quart-temps : 33-15, 16-17, 25-18, 16-20                                 |                                     |                                                                               |  | Accor Arena, Paris Affluence : 15 000 Arbitres : Thomas Bissuel Alexandre Maret Hugues Thépénier | La chaîne L'Équipe |
| 22 avril 2023 16h45 | Rapport | Score par mi-temps : 49-32, 41-38                                                  |                                     |                                                                               |  | Accor Arena, Paris Affluence : 15 000 Arbitres : Thomas Bissuel Alexandre Maret Hugues Thépénier | La chaîne L'Équipe |
| 22 avril 2023 16h45 | Rapport | Mike James (20) John Brown III (8) Élie Okobo (7) Élie Okobo (21) MVP : Élie Okobo | Points Rebonds Passes d. Évaluation | Nando de Colo (12) Youssoupha Fall (8) Nando de Colo (5) Nando de Colo (12) - |  | Accor Arena, Paris Affluence : 15 000 Arbitres : Thomas Bissuel Alexandre Maret Hugues Thépénier | La chaîne L'Équipe |

## Synthèse

### Localisation des clubs engagés
| [[Fichier:France location map-Regions and departements-2016.svg\|750px\|{{#if:\|{{{alt}}}\|Coupe de France masculine de basket-ball 2022-2023 est dans la page France.]]Monaco Limoges Dijon Pau-Lacq-Orthez Strasbourg Cholet Le Mans Gravelines-D. Le Portel Fos-sur-Mer Nancy Blois Orléans Châlons-Reims Chalon-sur-Saône Boulazac St-Quentin Denain Quimper Gries-Souffel Lille Nantes Vichy-Clermont Évreux Antibes Angers La Rochelle Tours Rouen Poitiers Le Havre Lorient Chartres Mulhouse Caen Vitré Boulogne-sur-Mer Orchies Tarbes-Lourdes Toulouse Les Sables Besançon Kaysersberg Rennes Challans Hyères-Toulon Berck Loon-Plage Fougères Localisation des clubs engagés (hors Île-de-France et Rhône-Alpes) | [[Fichier:Paris and inner ring.svg\|300px\|{{#if:\|{{{alt}}}\|Coupe de France masculine de basket-ball 2022-2023 est dans la page Paris et la petite couronne.]]Boulogne-Levallois Nanterre Paris Rueil Cergy-Pontoise Localisation des clubs à Paris et sa petite couronne · [[Fichier:Rhône-Alpes region location map.svg\|300px\|{{#if:\|{{{alt}}}\|Coupe de France masculine de basket-ball 2022-2023 est dans la page Rhône-Alpes.]]ASVEL Bourg-en-Bresse Roanne Aix-Maurienne St-Chamond St-Vallier LyonSo Andrézieux-B. Pont-de-C. Feurs Localisation des clubs de Rhône-Alpes \| Légende 64es de finale 32es de finale 16es de finale 8es de finale Quarts de finale Demi-finales Finaliste Vainqueur En gras : Encore en lice \| |
| Légende 64es de finale 32es de finale 16es de finale 8es de finale Quarts de finale Demi-finales Finaliste Vainqueur En gras : Encore en lice | |

### Bilan par divisions
| Division      | Engagés | Qualifiés en  | Qualifiés en  | Qualifiés en  | Qualifiés en | Qualifiés en    | Qualifiés en | Qualifiés en | Qualifiés en |
| Division      | Engagés | 64e de finale | 32e de finale | 16e de finale | 8e de finale | Quart de finale | Demi-finale  | Finale       | Vainqueur    |
| Betclic Élite | 18      | 2             | 10 (+8)       | 10            | 13 (+8)      | 8               | 4            | 2            | Monaco       |
| Pro B         | 18      | 18            | 11            | 3             | 3            |                 |              |              |              |
| NM1           | 27      | 27            | 11            | 3             |              |                 |              |              |              |
| NM2           | 1       | 1             |               |               |              |                 |              |              |              |